# Rotkehlweber
Der Rotkehlweber (Malimbus nitens), auch Rotkehl-Prachtweber genannt, ist eine Art aus der Familie der Webervögel (Ploceidae).

## Merkmale
Der Rotkehlweber erreicht eine Körperlänge von 17 cm. Bei ausgewachsenen Individuen beider Geschlechter ist das Gefieder an der Kehle und Brust leuchtend rot, wobei die Färbung durch rote Carotinoidpigmente zustande kommt. Das übrige Federkleid ist rußschwarz mit breiten glänzenden Rändern an den Federn der Oberfläche. Das Jugendgefieder zeigt im Kopfbereich größere Rotanteile. Auch die Augen haben eine rote Farbe. Der Schnabel weist bei beiden Geschlechtern ein blasses Graublau auf.

## Habitat und Verhalten
Der Rotkehlweber lebt in Wäldern. Hier bevorzugt er feuchte Lebensräume an Flussufern oder Sümpfen.

### Fortpflanzung
Der Rotkehlweber brütet in der Regel allein und nicht in Kolonien, gelegentlich können aber auch zwei nah beieinander liegende Nester von zwei Weibchen bebrütet werden. Der Nestbau findet ausschließlich durch den männlichen Rotkehlweber statt. Als Standort werden häufig Bäume der Gattung Raphia genutzt, wobei oftmals Äste gewählt werden, die über Gewässern hängen. Die Nester befinden sich oft zwischen 0,5 und 2 Metern Höhe. Das Männchen baut ein klobiges Kugelnest mit einem kurzen, schräg nach unten gerichteten Trichtereingang. Das Baumaterial sind Zweige und andere pflanzliche Reste. Das Nest wird nicht gefüttert. Das Gelege besteht durchschnittlich aus zwei Eiern, wobei die Färbung der Eier variabel ist. Die Eier werden ausschließlich vom Weibchen bebrütet, während sich das Männchen in der Nähe des Nests aufhält und mögliche Feinde wie Kuckucke oder Hörnchen abwehrt. Beide Elternvögel kommunizieren in dieser Zeit durch Gesang, beispielsweise durch Warnrufe, miteinander. Nach dem Schlupf werden die Küken von beiden Eltern mit Larven gefüttert.

### Ernährung
Sein Nahrungsspektrum umfasst Früchte und Insekten.

## Verbreitung und Gefährdung
Das Verbreitungsgebiet des Rotkehlwebers ist Westafrika und reicht dort von Guinea bis Gabun und in Richtung bis in die Republik Kongo.
Er wird wegen seiner großen Verbreitung und wegen der wahrscheinlich stabilen Populationsgröße von der IUCN als Least Concern („nicht gefährdet“) eingestuft.